# Anafalis
Anafalis (lat. Anaphalis), rod glavočika smješten u tribus Gnaphalieae, dio potporodice Asteroideae. Postoji 110 priznatih vrsta iz Sjeverne Amerike, Azije i Čilea.

## Vrste
1. Anaphalis acutifolia Hand.-Mazz.
2. Anaphalis alpicola Makino
3. Anaphalis arfakensis Mattf.
4. Anaphalis aristata DC.
5. Anaphalis aureopunctata Lingelsh. & Borza
6. Anaphalis barnesii C.E.C.Fisch.
7. Anaphalis batangensis Y.L.Chen
8. Anaphalis beddomei Hook.f.
9. Anaphalis bicolor (Franch.) Diels
10. Anaphalis boissieri Georgiadou
11. Anaphalis bournei Fyson
12. Anaphalis brevifolia DC.
13. Anaphalis bulleyana (Jeffrey) C.C.Chang
14. Anaphalis busua (Buch.-Ham.) DC.
15. Anaphalis candollei Georgiadou
16. Anaphalis cavei Chatterjee
17. Anaphalis chilensis Reiche
18. Anaphalis chitralensis Qaiser & Abid
19. Anaphalis chlamydophylla Diels
20. Anaphalis chungtienensis F.H.Chen
21. Anaphalis cinerascens Y.Ling & W.Wang
22. Anaphalis contorta (D.Don) Hook.f.
23. Anaphalis contortiformis Hand.-Mazz.
24. Anaphalis cooperi Grierson & Spring.
25. Anaphalis corymbifera C.C.Chang
26. Anaphalis darvasica Boriss.
27. Anaphalis delavayi (Franch.) Diels
28. Anaphalis depauperata Boriss.
29. Anaphalis deserti J.R.Drumm.
30. Anaphalis elegans Y.Ling
31. Anaphalis elliptica DC.
32. Anaphalis flaccida Y.Ling
33. Anaphalis flavescens Hand.-Mazz.
34. Anaphalis fruticosa Hook.f.
35. Anaphalis garanica Boriss.
36. Anaphalis gracilis Hand.-Mazz.
37. Anaphalis griffithii Hook.f.
38. Anaphalis hancockii Maxim.
39. Anaphalis hellwigii Warb.
40. Anaphalis himachalensis Aswal & Goel
41. Anaphalis hondae Kitam.
42. Anaphalis hookeri C.B.Clarke
43. Anaphalis horaimontana Masam.
44. Anaphalis hymenolepis Y.Ling
45. Anaphalis javanica Sch.Bip.
46. Anaphalis kashmiriana P.C.Pant, R.R.Rao & Arti Garg
47. Anaphalis lactea Maxim.
48. Anaphalis larium Hand.-Mazz.
49. Anaphalis latialata Y.Ling & Y.L.Chen
50. Anaphalis latifolia Kinzik. & Vainberg
51. Anaphalis lawii Gamble
52. Anaphalis leptophylla DC.
53. Anaphalis likiangensis (Franch.) Y.Ling
54. Anaphalis longifolia DC.
55. Anaphalis lorentzii Lauterb.
56. Anaphalis marcescens (Wight) C.B.Clarke
57. Anaphalis margaritacea (L.) Benth. & Hook.f.
58. Anaphalis maxima (Kuntze) Steenis
59. Anaphalis meeboldii W.W.Sm.
60. Anaphalis morrisonicola Hayata
61. Anaphalis muliensis (Hand.-Mazz.) Hand.-Mazz.
62. Anaphalis nagasawae Hayata
63. Anaphalis neelgerryana DC.
64. Anaphalis nepalensis (Spreng.) Hand.-Mazz.
65. Anaphalis notoniana DC.
66. Anaphalis nouhuysii Lauterb.
67. Anaphalis oblonga DC.
68. Anaphalis oxyphylla Y.Ling & Shih
69. Anaphalis pachylaena F.H.Chen & Y.Ling
70. Anaphalis pannosa Hand.-Mazz.
71. Anaphalis patentifolia Rech.f.
72. Anaphalis pelliculata Trimen
73. Anaphalis plicata Kitam.
74. Anaphalis porphyrolepis Y.Ling & Y.L.Chen
75. Anaphalis pseudocinnamomea Grierson
76. Anaphalis racemifera Franch.
77. Anaphalis rhododactyla W.W.Sm.
78. Anaphalis roseoalba Krasch.
79. Anaphalis royleana DC.
80. Anaphalis sarawschanica (C.Winkl.) B.Fedtsch.
81. Anaphalis saxatilis Boerl.
82. Anaphalis scopulosa Boriss.
83. Anaphalis sinica Hance
84. Anaphalis souliei Diels
85. Anaphalis spodiophylla Y.Ling & Y.L.Chen
86. Anaphalis staintonii Georgiadou
87. Anaphalis stenocephala Y.Ling & Shih
88. Anaphalis subdecurrens Gamble
89. Anaphalis subtilis Kinzik. & Vainberg
90. Anaphalis subumbellata C.B.Clarke
91. Anaphalis suffruticosa Hand.-Mazz.
92. Anaphalis sulphurea (Trimen) Grierson
93. Anaphalis surculosa (Hand.-Mazz.) Hand.-Mazz.
94. Anaphalis szechuanensis Y.Ling & Y.L.Chen
95. Anaphalis tenuicaulis Boriss.
96. Anaphalis thwaitesii C.B.Clarke
97. Anaphalis tibetica Kitam.
98. Anaphalis transnokoensis Sasaki
99. Anaphalis travancorica W.W.Sm.
100. Anaphalis triplinervis (Sims) C.B.Clarke
101. Anaphalis velutina Krasch.
102. Anaphalis virens C.C.Chang
103. Anaphalis virgata Thomson ex C.B.Clarke
104. Anaphalis viridis H.A.Cummins
105. Anaphalis viscida DC.
106. Anaphalis wightiana DC.
107. Anaphalis xylorhiza Sch.Bip. ex Hook.f.
108. Anaphalis yangii Y.L.Chen & Y.L.Lin
109. Anaphalis yunnanensis (Franch.) Diels
110. Anaphalis zeylanica C.B.Clarke

## Sinonimi
- Margaritaria Opiz
- Nacrea A.Nelson